# Теодор Няґа
Теодор Няґа (нар. 1878, комуна Данчени, Бессарабія, Російська імперія — пом. 6 грудня 1941, Пенза, Радянський Союз) — румунський політик, член Сфатул Церій. 27 березня 1918 року голосував за об'єднання Бессарабії з Румунією, а 6 грудня 1941 року помер у радянському ГУЛАГу.

## Життєпис

### Освіта і Велика унія
Навчався в духовній семінарії в Кишиневі та в духовній академії в Києві. У 1902—1906 роках був секретарем Єпархіального управління, після чого, маючи якості в галузі педагогіки, став учителем російської мови та історії. Протягом усієї своєї педагогічної діяльності він докладав зусиль для боротьби зі зросійщенням дітей і виховання в них румунського патріотичного почуття.
Між 1919 і 1927 роками він входив до Народної партії, будучи переконаним, що для Бессарабії керівництво цієї партії є найбільш вигідним. У 1926—1927 роках був депутатом румунського парламенту від цієї партії та президентом повітової організації в Кишиневі. Однак у 1927 році він виходить з партії Авереску, розчарований політикою, яку він проводив під час перебування в уряді, і в 1930—1931 роках приєднується до Національно-ліберальної партії.

### Міжвоєнна активність
Будучи видатною особою в Румунії міжвоєнного періоду, а особливо в галузі освіти, Теодор Няга також обіймав посаду головного інспектора освіти в Бессарабії, був членом єпархіальних зборів Кишинівської архиєпархії, членом Центральної Церковної Ради в Бухаресті та делегат Національного Конгресу.

### Жертва радянського комунізму
Лише через місяць після окупації Бессарабії військами радянської армії в 1940 році Теодор Няґа був заарештований НКВД, утримований, підданий тортурам і допитам у в'язниці в Пензі, де він і помер у 1943 році. Наразі місце, де він був. похований, невідоме.